# Demi de Jong
Demi de Jong (Ossendrecht, 11 februari 1995) is een Nederlandse voormalige wielrenster. Ze is de jongere zus van Thalita de Jong.
Op 18 september 2012 won Demi de Jong in Valkenburg de bronzen medaille tijdens het WK tijdrijden voor junioren. In 2013 won ze de tweede etappe in de Energiewacht Tour voor junioren. In juni 2015 werd ze Nederlands kampioen bij de beloften; ze werd vijfde bij de elite en was daarmee de beste van de rensters onder 23 jaar. In september 2017 won ze het jongerenklassement van de World Tour-wedstrijd Boels Ladies Tour.
Tussen 2014 en 2016 reed De Jong bij de wielerploeg Boels Dolmans, in 2017 voor Parkhotel Valkenburg - Destil, in 2018 en 2019 reed ze voor de Belgische ploeg Lotto Soudal Ladies en in 2020 en 2021 bij Bingoal-Chevalmeire. In 2022 keerde ze terug bij Parkhotel Valkenburg, waar ze in juli 2022 haar carrière beëindigde.

## Wegwielrennen

### Uitslagen in voornaamste wedstrijden
| Jaar | Gent-Wevelgem | Ronde van Vlaanderen | Amstel Gold Race | Luik-Bast.‑Luik | Waalse Pijl | Strade Bianche | Omloop Het Nieuwsblad |
| ---- | ------------- | -------------------- | ---------------- | --------------- | ----------- | -------------- | --------------------- |
| 2014 | 38e           |                      |                  |                 |             |                |                       |
| 2015 | 47e           |                      |                  |                 | 51e         |                |                       |
| 2016 |               |                      |                  |                 |             |                |                       |
| 2017 | 61e           | opgave               |                  |                 |             |                | 101e                  |
| 2018 | 68e           |                      | 80e              | 59e             | 66e         | 55e            |                       |
| 2019 | 36e           | 53e                  | opgave           |                 |             | opgave         |                       |
| 2020 |               |                      |                  |                 |             |                |                       |
| 2021 | opgave        |                      | opgave           |                 |             |                | opgave                |
| 2022 |               |                      |                  |                 |             | 75e            |                       |

| Resultaten in etappewedstrijden |                     |           |                   |
| Jaar                            | Ronde van Chongming | Giro Rosa | Boels Ladies Tour |
| 2014                            | 51e                 |           |                   |
| 2015                            |                     | 85e       | 17e               |
| 2016                            |                     |           |                   |
| 2017                            |                     |           | 34e               |
| 2018                            |                     |           | DNF               |
| 2019                            | 17e                 |           |                   |